# Boudewijn Röell
Jonkheer Willem Frederik Boudewijn Röell (Leidschendam, 12 mei 1989) is een Nederlandse roeier en arts.

## Levensloop
Röell kwam in 2006 naar Leiden om geneeskunde te studeren. Hij werd toen tevens lid van A.L.S.R.V. Asopos de Vliet. Hij bleek over talent te beschikken, in 2010 en 2011 werd hij bij WK onder 23 6e in de acht met stuurman. Bij de senioren won hij eveneens in de acht brons op de Europese kampioenschappen van 2013 in Sevilla en brons op de Wereldkampioenschappen in 2015 in het Franse Aiguebelette-le-Lac.
Zijn grootste succes was op de Olympische Spelen in Rio de Janeiro. In aanloop naar de Olympische spelen werd er een nieuwe Holland Acht geformeerd. Ook Röell werd in de nieuwe ploeg opgenomen. Na een stroeve start en slechte resultaten in de eerste jaren haalde Nederland op het onderdeel Acht bij de Spelen uiteindelijk een bronzen medaille.
Roëll werd in 2019 door bondscoach Mark Emke uit de acht met stuurman gehaald en verplaatst naar de vier zonder. Tijdens de Europese kampioenschappen in 2020 won Röell goud met die boot, samen met Jan Van der Bij, Nelson Ritsema en Sander de Graaf. Met diezelfde vier zonder kwalificeerde hij zich voor de Olympische Spelen in Tokio. De Spelen verliepen echter teleurstellend met een zesde plaats.

## Resultaten

### Olympische Zomerspelen
| Jaar | Plaats         | Resultaten           |
| ---- | -------------- | -------------------- |
| 2016 | Rio de Janeiro | in de acht           |
| 2021 | Tokio          | 6e in de vier zonder |

### Wereldkampioenschappen roeien
| Jaar | Plaats              | Resultaten           |
| ---- | ------------------- | -------------------- |
| 2013 | Chungju             | 5e in de acht        |
| 2014 | Amsterdam           | 8e in de acht        |
| 2015 | Aiguebelette-le-Lac | in de acht           |
| 2018 | Plovdiv             | 7e in de acht        |
| 2019 | Ottensheim          | 7e in de vier zonder |

### Europese kampioenschappen roeien
| Jaar | Plaats                   | Resultaten           |
| ---- | ------------------------ | -------------------- |
| 2013 | Sevilla                  | in de acht           |
| 2014 | Belgrado                 | 7e in de acht        |
| 2015 | Poznań                   | 6e in de acht        |
| 2016 | Brandenburg an der Havel | 6e in de acht        |
| 2018 | Glasgow                  | in de acht           |
| 2019 | Luzern                   | in de acht           |
| 2020 | Poznań                   | in de vier zonder    |
| 2021 | Varese                   | 4e in de vier zonder |

## Familie
Jhr. W.F.B. Röell is lid van de familie Röell en een zoon van ir. W.F.A. baron Röell, voormalig adjudant van koningin Beatrix. Zijn grootvader ir. R.J.H. baron Röell, heer van Hazerswoude (1923-1989) was een oudere broer van roeicoach jhr. ir. Rutger Röell (1929-2009) en een zwager van oud-minister jhr. mr. Mauk de Brauw (1925-1984).